# Championnat du Gabon de football 2000
Navigation
Saison précédente Saison suivante
La saison 2000 du Championnat du Gabon de football est la vingt-quatrième édition du championnat de première division gabonaise, le Championnat National. Il se déroule sous la forme d’une poule unique avec quinze formations, qui s’affrontent à deux reprises, à domicile et à l’extérieur. 
C’est le club de l’AS Mangasport qui est sacré cette saison après avoir terminé en tête du classement, ne devançant l’AO Evizo qu’à la différence de buts. Il s’agit du second titre de champion du Gabon de l’histoire du club après celui remporté en 1995.
Le championnat est abandonné à mi-saison, par décision du ministre de la Culture, de l’Art, de la Jeunesse et des Sports du Gabon. Le classement au moment de l’interruption est considéré comme définitif. Le dernier du classement est relégué et l’avant-dernier doit disputer un barrage face au vice-champion de deuxième division.

## Les clubs participants
| - FC 105 Libreville - AS Mangasport - Aigles de Bélinga - Petrosport FC - USM Libreville - AS Scolaire - AO Evizo - Aigles Verts FC | - TP Akwembé - Wongosport - Stade d'Akébé - Stade de Mbombey - Ndzimba FC - Munadji 76 - US Bitam |

## Compétition

### Classement
| Rang | Équipe             | Pts | J  | G | N | P | Bp | Bc | Diff |
| ---- | ------------------ | --- | -- | - | - | - | -- | -- | ---- |
| 1    | AS Mangasport      | 30  | 14 | 8 | 6 | 0 |    |    |      |
| 2    | AO Evizo           | 30  | 14 | 9 | 3 | 2 |    |    |      |
| 3    | FC 105 LibrevilleT | 22  | 14 | 6 | 4 | 4 |    |    |      |
| 4    | USM Libreville     | 22  | 14 | 5 | 7 | 2 |    |    |      |
| 5    | Stade de Mbombey   | 22  | 14 | 6 | 4 | 4 |    |    |      |
| 6    | TP Akwembé         | 21  | 14 | 5 | 6 | 3 |    |    |      |
| 7    | Petrosport FC      | 20  | 14 | 6 | 2 | 6 |    |    |      |
| 8    | Munadji 76         | 19  | 14 | 4 | 7 | 3 |    |    |      |
| 9    | Aigles de Bélinga  | 17  | 14 | 4 | 5 | 5 |    |    |      |
| 10   | US Bitam           | 17  | 14 | 4 | 5 | 5 |    |    |      |
| 11   | Ndzimba FC         | 16  | 14 | 3 | 7 | 4 |    |    |      |
| 12   | Wongosport         | 15  | 14 | 4 | 3 | 7 |    |    |      |
| 13   | Stade d'Akébé      | 11  | 14 | 3 | 2 | 9 |    |    |      |
| 14   | Aigles Verts FC    | 10  | 14 | 2 | 4 | 8 |    |    |      |
| 15   | AS Scolaire        | 8   | 14 | 1 | 5 | 8 |    |    |      |

|  | Qualification pour la Ligue des champions de la CAF 2001 |
|  | Qualification pour la Coupe des Coupes 2001              |
|  | Qualification pour la Coupe de la CAF 2001               |
|  | Participation au barrage de promotion-relégation         |
|  | Relégation directe en deuxième division                  |
|  | T : Tenant du titre                                      |

### Matchs

#### Barrage de promotion-relégation
| Équipe 1        | Résultat | Équipe 2            |
| --------------- | -------- | ------------------- |
| Aigles Verts FC | 2 - 1    | (D2) AS Port-Gentil |

- Les deux formations se maintiennent dans leur championnat respectif.

## Bilan de la saison
| Championnat du Gabon de football 2000                             |                          |
| Champion                                                          | AS Mangasport (2e titre) |
| Coupes et trophées                                                |                          |
| Vainqueur de la Coupe du Gabon 2000                               | Non disputée             |
| Qualifications continentales                                      |                          |
| Ligue des champions de la CAF 2001                                | AS Mangasport            |
| Coupe des Coupes 2001                                             | AO Evizo                 |
| Coupe de la CAF 2001                                              | FC 105 Libreville        |
| Promotions et relégations                                         |                          |
| Promus en Championnat National                                    | Cercle Mbéri Sportif     |
| Relégués en Championnat du Gabon de football de deuxième division | AS Scolaire              |